# Kryptopterus schilbeides
Kryptopterus schilbeides és una espècie de peix de la família dels silúrids i de l'ordre dels siluriformes.

## Morfologia
Els mascles poden assolir els 12 cm de llargària total.

## Distribució geogràfica
Es troba des del riu Mekong fins a Indonèsia.